# Nightmare (film 1981)
Nightmare è un film del 1981 diretto da Romano Scavolini.
Film horror, del sottogenere slasher, conosciuto anche col titolo Nightmares in a Damaged Brain.

## Trama
George Tatum viene dimesso da un ospedale psichiatrico. Il suo medico lo ritiene guarito da una serie di psicosi che ruotano attorno a un terrificante sogno ricorrente: un bambino che assiste a una scena di sesso tra il padre e una donna, la quale lega e picchia l'uomo a sangue. Anche se la dinamica del resto del sogno non è chiara, la scena finisce in tragedia: la donna viene decapitata con un'ascia dal bambino. Ma Tatum non è affatto guarito. Il sogno lo tormenta ancora e la vista di donne nude gli procura violente crisi epilettiche. Tatum comincia a trucidare vittime ignare, per poi dirigersi in Florida, misteriosamente e morbosamente attratto da una famiglia composta da una madre single con tre figli.

## Produzione
Benché sia stato accreditato come autore degli effetti speciali sui titoli di testa e il suo nome sia stato utilizzato dalla pubblicistica all'epoca dell'uscita del film, Tom Savini sostiene di essere stato solo un consulente e di non aver realizzato nessuno dei trucchi del film.

## Accoglienza
Il film fa parte dei Video nasty, il gruppo di opere colpite dalla censura britannica negli anni '80 a causa delle numerose scene di violenza fisica .

## Influenza
A circa 25 minuti di film compare l'inquadratura in cui una vittima ignara si abbassa, finendo fuori campo, per rivelare l'assassino alle sue spalle. La stessa soluzione verrà poi adottata anche dai film Tenebre (1982) e Doppia personalità (1992).